# Гайич, Никола
Никола Гайич (серб. Никола Гајић; 23 апреля 1998, Нови-Сад, СРЮ) — сербский футболист, нападающий.

## Карьера
Воспитанник футбольного клуба «Войводина». 25 апреля 2018 года дебютировал в основном составе в матче против «Вождоваца». Никола вышел на поле на 74-й минуте встречи, заменив Александара Месаровича. В 2016 и 2017 годах на правах аренды выступал за «Цемент». Сыграл в 20 матчах и забил 9 голов.
В 2015 году сыграл 2 матча за сборную Сербии до 17 лет.